# Kapellenschule Richstein

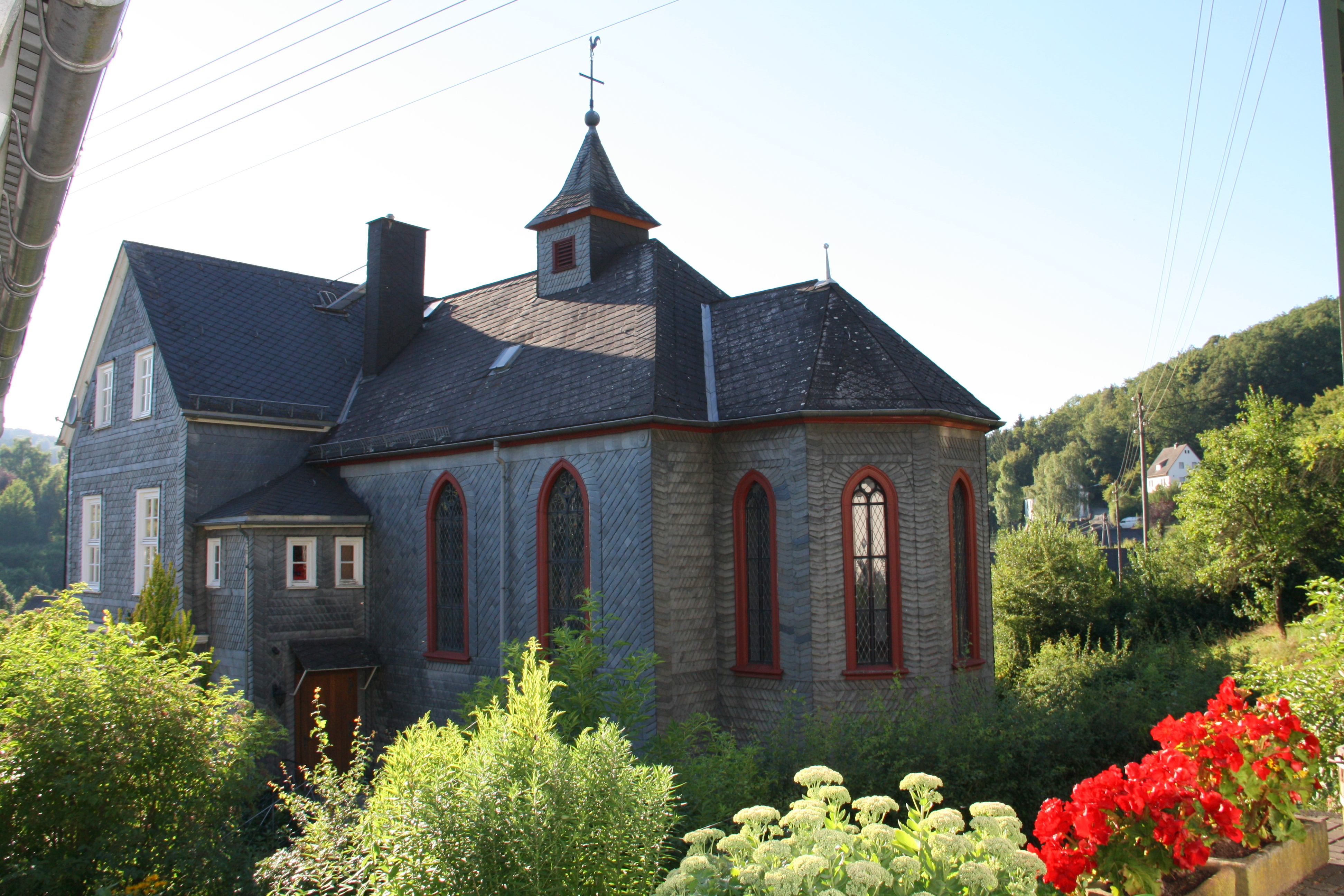
Kapellenschule Richstein

Die Kapellenschule ist ein evangelischer Kirchenbau in Richstein, einem Ortsteil von Bad Berleburg im Kreis Siegen-Wittgenstein. Sie gehört der Kirchengemeinde Arfeld im Kirchenkreis Siegen-Wittgenstein der Evangelischen Kirche von Westfalen an.

## Geschichte
Eine Kapelle ist für Richstein erstmals für das Jahr 1585 belegt, die beim Brand des Ortes 1590 beschädigt wurde. 1886 entstand ein gemeinsamer Neubau von Kapelle und Schule, der im Oktober des Folgejahrs geweiht wurde. 1974 ging das Bauwerk in den Besitz der Kirchengemeinde Arfeld über, wobei die Schule zum Gemeindehaus umgewidmet wurde. Gleichzeitig erhielt die  Kirche einen freistehenden Glockenturm mit achtseitigem Steilhelm. Die über T-förmigem Grundriss errichtete Anlage besteht aus dem traufständigen Schulhaus und dem rückwärtig dazu im rechten Winkel als flachgedeckte Saalkirche mit polygonal geschlossenem Altarhaus angeordneten und von einem Firstdachreiter bekröntem Kapellenbau. Errichtet wurde das Bauwerk in ortsüblicher Bauweise als verschieferter Fachwerkbau.

## Orgel
Bei ihrer Fertigstellung 1887 erhielt die Kapellenschule eine einmanualige Orgel mit fünf Registern des Orgelbauers Eduard Vogt aus Korbach. Sie wurde 1976 hinter dem originalen neugotischen Prospekt durch Karl Lötzerich erneuert. Dabei wurden mit Ausnahme der Prospektpfeifen alle originalen Register ersetzt, die Technik, Windladen beibehalten.
Die Disposition der Orgel von 1887 lautete:
| Manual C–f3      |    |
| Hohlflöte        | 8′ |
| Lieblich Gedackt | 8′ |
| Principal        | 4′ |
| Viola di Gamba   | 4′ |

| Pedal C–c1 |     |
| Subbass    | 16′ |

- Koppel: Man/P

Die heutige Disposition lautet:
| Manual C–f3 |    |
| Gedackt     | 8′ |
| Prinzipal   | 4′ |
| Rohrflöte   | 4′ |
| Principal   | 2′ |

| Pedal C–c1 |     |
| Subbass    | 16′ |

- Koppel: Man/P